# Халактырское
Халактырское — озеро на восточной окраине города Петропавловск-Камчатский, на берегу которого расположена Камчатская ТЭЦ-2. Площадь озера 2,2 км². Площадь водосборного бассейна — 68,4 км². Из озера вытекает река Халактырка.
В летнее время при отключении отопительного сезона туда сливают чистую горячую воду, за счёт этого озеро полно разного вида существ — лягушек, сомов. При этом озёрная лягушка была сюда интродуцирована случайно.